# María Santísima de los Dolores de Triana
María Santísima de los Dolores de Triana es una imagen de la Virgen María, que se venera en la ermita de san Telmo, también parroquia de San Bernando, del barrio de Triana de Las Palmas de Gran Canaria, Diócesis de Canarias. Es la titular de la Hermandad Sacramental y Cofradía de María Santísima de los Dolores de Triana, Nuestra Señora de las Angustias y San Telmo, y realiza su estación de penitencia en la tarde-noche del Martes Santo en la Semana Santa de Las Palmas de Gran Canaria.

## Imagen de la Virgen
La imagen es una talla de autor anónimo procedente de Granada, datada a finales del siglo XIX, siendo adquirida por su cofradía en Las Palmas de Gran Canaria en 1987 y bendecida y consagrada al culto divino ese mismo año. Es una imagen de las llamadas de candelero, es decir solamente se encuentra tallado y policromado el rostro y las manos de la imagen de la Virgen.

## Estación de penitencia
Desde el 11 de marzo de 1990, la hermandad realiza su estación de penitencia al santuario de san Antonio de Padua de la calle Perdomo de Las Palmas de Gran Canaria. Es la dolorosa que más devoción atrae en la tarde-noche del miércoles Santo en la ciudad de Las Palmas de Gran Canaria.
Desde la Semana Santa del año 2022 se decidió que la Hermandad realizara su Estación de Penitencia la tarde-noche del Martes Santo, para así no coincidir con la vecina Hermandad del Santo Encuentro de Vegueta, que realiza su Estación de Penitencia la tarde-noche del Miércoles Santo.